# بروتين تام-هورسفال
بروتين تام-هورسفال (بالإنجليزية: Tamm–Horsfall protein)‏ أو يورومودولين (بالإنجليزية: uromodulin)‏ هو بروتين سكري موجود عند الإنسان ومشفر بالجين UMOD. يعد اليورومودولين أكثر بروتين يطرح في البول العادي.

## الأهمية الطبية
يعد اليورومودولين بالإضافة لبروتينين آخرين هما يوروبونتين (بالإنجليزية: Uropontin)‏ ونفروكالسين (بالإنجليزية: nephrocalcin)‏ أكثر كثلاثة بروتينات معروفة تساهم في تكوين حصى الكلية أو الحصى التي تحتوي على الكالسيوم. إن انخفاض تركيز بروتين تام-هورسفال في البول دليل جيد على حصى الكلية.
الخلل في جين هذا البروتين قد يؤدي لعدد من الأمراض منها الاعتلال اليفعي العائلي للكلية بفرط حمض البول في الدم وداء الكلية اللبي الكيسي. هذه الأمراض تتميز بظهور فرط حمض يوريك الدم منذ الطفولة والنقرس والقصور الكلوي المتفاقم.
يمكن مشاهدة عدد من الأجسام المضادة لبروتين تام-هورسفال في أنواع مختلفة من التهاب الكلية (مثل التهاب الكلية البلقاني)، لكنه من غير المؤكد أن يكون لها أي أهمية في الفيزيولوجيا المرضية.
يمكن ملاحظة وجود أجزاء بروتينية في الأنبوبة الملتوية البعيدة والقنوات الجامعة في الكلية عند مرضى الورم النقوي المتعدد تسمى بروتين بنس جونز، وعادة ما تحتوي على بروتين تام-هورسفال.

## التاريخ
أول من عزله كان إيغور تام وفرانك هورسفال عندما عزلاه من بول أشخاص أصحاء. كما تم عزله لاحقا من بول بعض الثدييات.